# Batalla de Banat Kain
Després de la mort de Yazid I, durant la Segona guerra civil islàmica, els Banu Kalb van lluitar a favor dels omeies i els kaysites van donar suport a Abd-Al·lah ibn az-Zubayr. Hassan ibn Màlik ibn Bàhdal va obtenir privilegis de Marwan I a més de la confirmació dels que havien gaudit fins aleshores: 2.000 kalbites rebrien 2000 dirhams anuals pel manteniment de les forces i se'ls havia de consultar per tots els afers importants.
Els ghatafan van donar suport als mudarites i van lluitar contra els kalbites en la batalla de Marj ar-Ràhit del juliol del 684, però el 686 els kays es van revenjar quan Umayr ibn al-Hubab as-Sulamí, cap dels kaysites a l'exèrcit sirià, va desertar i es va refugiar amb el xeic dels kays, Zufar ibn al-Hàrith al-Kilabí, que dominava Karkisiyya, i va començar una contínua lluita entre kalbites i kaysites desenvolupada en forma d'incursions anomenades diada o ayyam. La iniciativa fou dels kaysites que van fer atacs al desert de la Samawa (entre Síria i Iraq); els kalbites van fer contraatacs manats per Humayd ibn Hurayth ibn Bàhdal, que fou asasssinat. Finalment la pressió kaysita a Síria va fer emigrar al-Ghawr a Palestina. Els kays es van enfrontar llavors als Banu Fazara de la Djazira i els van derrotar a la batalla de Banat Kain.

## Batalla
Durant les lluites entre mudarites i els Banu Kalb, el 692 o 693 es va lliurar una batalla a al-Bishr entre les tribus àrabs dels Banu Sulaym i els Taghlib, coneguda com a Dia d'al-Bixr o batalla de Banat Kain, punt culminant de les lluites entre ambdues tribus. El cap dels Banu Sulaym, al-Djahhaf ibn Hukaym, va sorprendre els taghlib als seus campaments als turons, i en va fer una carnisseria.

## Conseqüències
La matança va desfermar la colera del califa Abd al-Malik ben Marwan i al-Djahhaf va haver de fugir a l'Imperi Romà d'Orient; va tornar més tard, va pagar una indemnització i va fer la pau amb els taghlib.